# والر توماس بورنس
والر توماس بورنس (بالإنجليزية: Waller Thomas Burns)‏ هو محامي وقاضي أمريكي، ولد في 14 يناير 1858 في لا غرانغ في الولايات المتحدة، وتوفي في 17 نوفمبر 1917.